# نورمن (دهانه)
نورمن یک دهانه برخوردی در ماه‌ است.